# كلية العلوم (جامعة القاهرة)
كلية العلوم جامعة القاهرة هي كلية للعلوم تقع داخل حرم جامعة القاهرة، أنشئت سنة 1925، الدراسة بالكلية أربع سنوات، كما أن نظام الدراسة بها يتبع نظام الساعات المعتمدة.

## نبذة
تمنح درجة البكالوريوس في التخصصات المنفردة والمزدوجة، وهي مجهزة على اعلى مستوى وترعاها مجموعة من الشركات العالمية، ويقوم عليها مجموعة من الاساتذة (علي رأسهم د/أحمد جلال العميد السابق ود/عبد الحميد وجدي المناوي العميد الحالي) ومجموعة كبيرة من الاساتذة.
يحصل خريج كلية العلوم في مصر على لقب «أخصائي علمي» Scientist وذلك طبقاً لأحكام المادة 6 من قانون المهن العلمية 80 لسنة 69. ويعتبر قيد إجبارياً بنقابة المهن العلمية حسب شعبة الإختصاص طبقاً لأحكام المادة 11 من نفس القانون.

## أقسام
تحتوى كلية العلوم على أقسام تغطى كافة العلوم وهي قسم الكيمياء والفيزياء والحيوان والنبات والرياضيات والحشرات والجيوفيزياء والبيوفيزياء والفلك والجولوجيا والحاسب الالي، وافتتاح أقسام جديدة فيها مثل : قسم علوم البترول ،وقسم التقنية الحيوية ، وقسم المايكروبيولوجي.

## معشبة الكلية

تمثال للدكتورة ڤيڤى تاكهولم

معشبة كلية العلوم بدأ العمل في تأسيس المعشبة منذ عام 1925 على يد الدكتورة فيفي لورينت تاكهولم وتوالت الأجيال المتعاقبة من العلماء المصريين والأجانب في جمع محتوياتها، وهي عبارة عن نباتات مجففة كل منها مثبت على ورقة تضم بيانات كاملة عن هذا النبات ومكان نموه والباحث الذي جمعه وتاريخ ضمه إلى المعشبة، وهذه المعشبة تضم 90٪ من النباتات المصرية، ونحو 80٪من النباتات الموجودة في الشرق الأوسط. وهذه المعشبة تكونت عبر العشرات من السنين، لذلك تعتبر كنزا علميا مهما تملكه مصر ومرجعا لاغنى عنه للدارسين في هذا المجال .

### وصفها واهميتها
تحتل المركز السابع على مستوى أفريقيا بما يقرب من 300 الف نوع نبات ، تحتوى المعشبة على مجموعة من العينات التي يتم جمعها من مختلف الأماكن بعضها من داخل مصر وبعضها الآخر مجلوب من بعض الدول العربية المجاورة وجاء ذلك نتيجة لسفر الكثير من العاملين لبعض الدول مثل اليمن السودان وليبيا والسعودية والأردن وبعض دول الخليج، هذه العينات يتم تجفيفها بطرق علمية وتصنيفها لعائلات حيث يضم كل ملف عائلة وبيانات عنها.
وتعد معشبة كلية العلوم من أضخم المعشبات في المنطقة العربية حيث تجمع كل نباتات مصرالبرية والفلورا بالإضافة لنباتات بعض الدول المجاورة وتعتبر مجموعة مرجعية للمعرفة النباتية وكذلك بحوث المجموعات الطلابية في مجال التصنيف والفلورا.
وتعتبر المهمة الأساسية للمعشبة توفير العديد من نماذج العينات النباتية الموجودة في منطقة جغرافية معينة، قد تكون إقليماً أو دولة، حسب الحدود السياسية أو الاقاليم الجغرافية، هذه النماذج تكون ممثلة إلى حد كبير للنباتات الموجودة برياً في النطاق السياسى أو الجغرافى، وتضم مكتبة المعشبة كتاب «وصف مصر» .